# Max Lucks

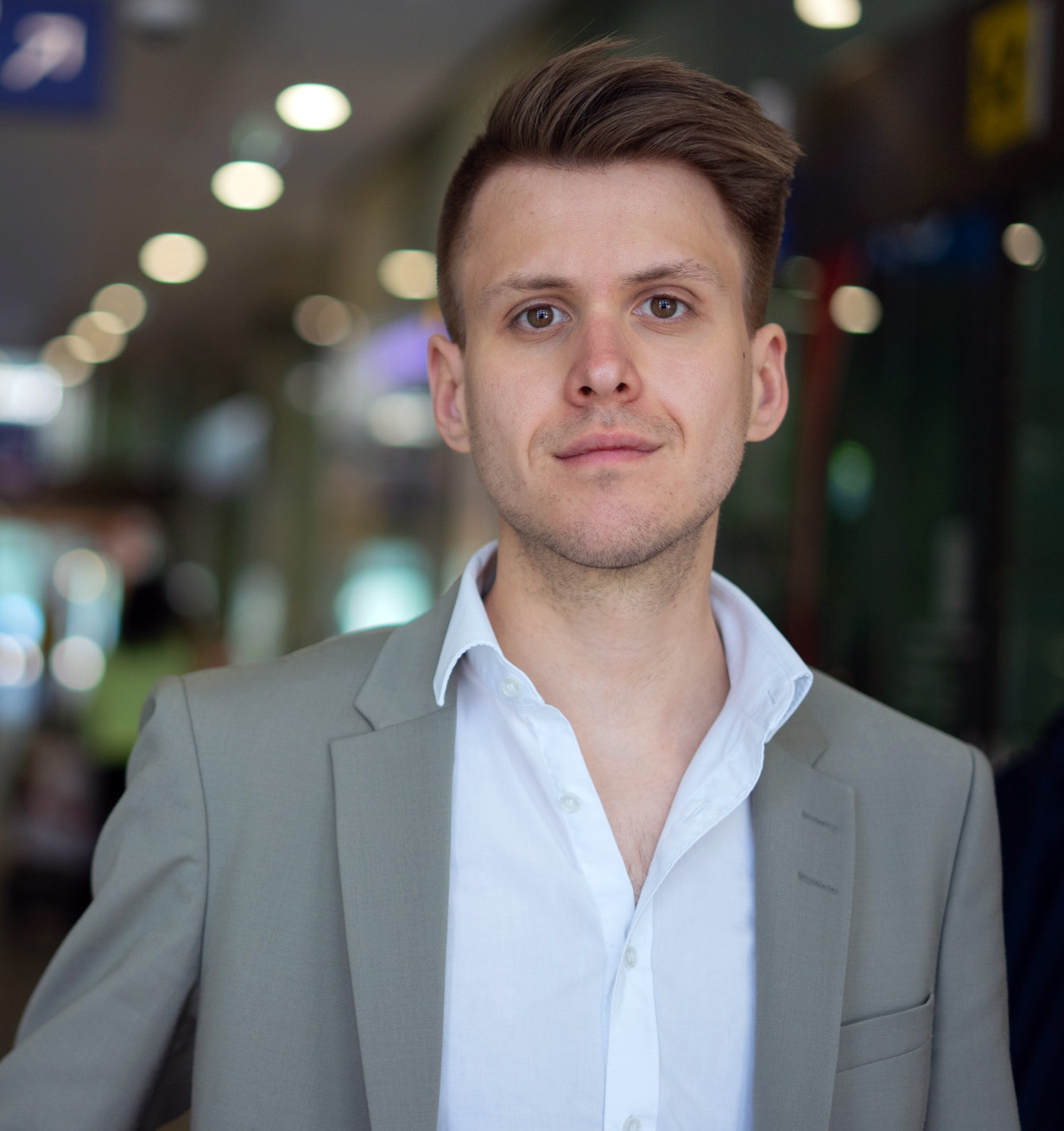
Max Lucks (2023)

Max Lucks (* 19. April 1997 in Gelsenkirchen-Ückendorf) ist ein deutscher Politiker. Er war von Oktober 2017 bis November 2019 Sprecher der Grünen Jugend, der Jugendorganisation von Bündnis 90/Die Grünen. Er ist seit September 2021 Abgeordneter im Deutschen Bundestag.

## Leben
Nach seinem Abitur 2015 an der Märkischen Schule in Bochum-Wattenscheid begann Lucks 2016 ein Studium der Sozialwissenschaft an der Ruhr-Universität Bochum. Neben seinem Studium arbeitete er als Referent für Öffentlichkeitsarbeit, Fundraiser und studentische Hilfskraft. Sein Studium schloss er 2022 mit dem Bachelor of Arts ab.
Er bezeichnete sich während seiner ersten Rede im Deutschen Bundestag am 16. Dezember 2021 als „schwulen Katholiken“.

## Politik
Seit 2011 ist Lucks Mitglied der Grünen Jugend und seit 2013 von Bündnis 90/Die Grünen. Gründe für seine Politisierung waren die geplante Schließung des Wattenscheider Bahnhofs und Neonazis vor Ort. Von 2014 bis 2015 war er Beisitzer im Bundesvorstand der Grünen Jugend und Beisitzer im Kreisvorstand von Bündnis 90/Die Grünen in Bochum. Lucks war von 2015 bis 2017 Sprecher des Grüne-Jugend-Landesverbandes von Nordrhein-Westfalen mit Julia Wenzel. Von 2017 bis 2019 war er gemeinsam mit Ricarda Lang Bundessprecher der Grünen Jugend.
Zur Bundestagswahl 2021 trat Lucks im Bundestagswahlkreis Bochum I an. Über die Landesliste von Bündnis 90/Die Grünen NRW wurde er in den Deutschen Bundestag gewählt. Zur Bundestagswahl 2025 trat Lucks im gleichen Wahlkreis an und wurde erneut über die Landesliste gewählt.
Im Bundestag ist Lucks menschenrechtspolitischer Sprecher seiner Fraktion und damit Mitglied im Ausschuss für Menschenrechte und humanitäre Hilfe. Er ist außerdem Mitglied des Finanzausschusses sowie stellvertretendes Mitglied im Auswärtigen Ausschuss und im Petitionsausschuss.  Darüber hinaus ist er Vorsitzender der Deutsch-Türkischen Parlamentariergruppe. In der vorherigen Wahlperiode war er das jüngste, ordentliche Mitglied im Auswärtigen Ausschuss.
Lucks ist einer der Delegierten des Deutschen Bundestages zur Parlamentarischen Versammlung des Europarates, in der er dem Ausschuss für Politische Angelegenheiten angehört. Seit 2023 ist er dort Berichterstatter für den Iran. Lucks gehört seit 2024 der Europäischen Kommission gegen Rassismus und Intoleranz (ECRI) an.
Seit 2022 ist er Mitglied im Kuratorium der Magnus-Hirschfeld-Stiftung.

## Standpunkte
Sein Schwerpunkt ist die Menschenrechts- und Außenpolitik.
Im Jahr 2014 skandierte eine Demonstration der Grünen Jugend, an der Lucks teilnahm, und die sich gegen die rechtsextreme Partei "Die Republikaner" richtete „Nie wieder Deutschland“ und „No border, no nation, stop deportation“. Lucks erklärte, dass die Rufe im Kontext dieser Demonstration ganz offensichtlich eine provokative Antwort auf die Rechtsextremisten gewesen seien. Das „Nie wieder“ habe sich auf das Deutschland bezogen, in das diese Rechtsextremen zurückwollten. Ein solches Deutschland habe es bereits gegeben – und ein solches Deutschland dürfe es in der Tat nie wieder geben. Er erklärte stolz auf das heutige Deutschland zu sein und kündigte an: "Dieses heutige Deutschland werde ich immer gegen das gestrige Deutschland verteidigen, das Neonazis und Rechtsextreme wieder errichten wollen".
Im Juni 2016 wurde er in Begleitung der Europaabgeordneten Terry Reintke auf der Istanbul Pride vorläufig festgenommen. Lucks setzt sich seither für die globale Verbesserung der Situation von Lesben, Schwulen, Bisexuellen und trans* Personen (LGBT*) ein. Nach dem Verbot des Europrides in Belgrad 2022 warf er dem serbischen Präsidenten Vučić vor Minderheiten wie „Spielbälle“ zu nutzen.
Im Deutschen Bundestag trieb Lucks die Anerkennung des Genozids an den Jesiden durch den Islamischen Staat im Jahr 2014 voran. Im Januar 2023 wurde der Völkermord schließlich vom Deutschen Bundestag anerkannt. Als bekannt wurde, dass Jesidinnen und Jesiden vermehrt von Abschiebungen bedroht sind, kritisierte er Innenministerin Faeser scharf. Lucks fordert einen eigenen Paragrafen für Jesiden im Aufenthaltsgesetz.
Am 7. April 2022 unterstützte er den Antrag der Gruppe Kubicki u. a. gegen eine Impfpflicht gegen SARS-CoV-2. Damit nahm er in den Reihen der Grünen eine Minderheitsposition ein und stellte sich nicht hinter den von SPD und Grünen mehrheitlich bevorzugten Antrag der Gruppe Baehrens/Janecek u. a. für eine verpflichtende Impfung ab 60 Jahren.
Im September 2023 verhängte die Regierung von Aserbaidschan ein Einreiseverbot gegen Lucks, da er in der Parlamentarischen Versammlung  des Europarates wiederholt die dortige Situation der Menschenrechte thematisierte.
Er gehört dem Linken Flügel seiner Partei an.